# アンドリュー・ピット

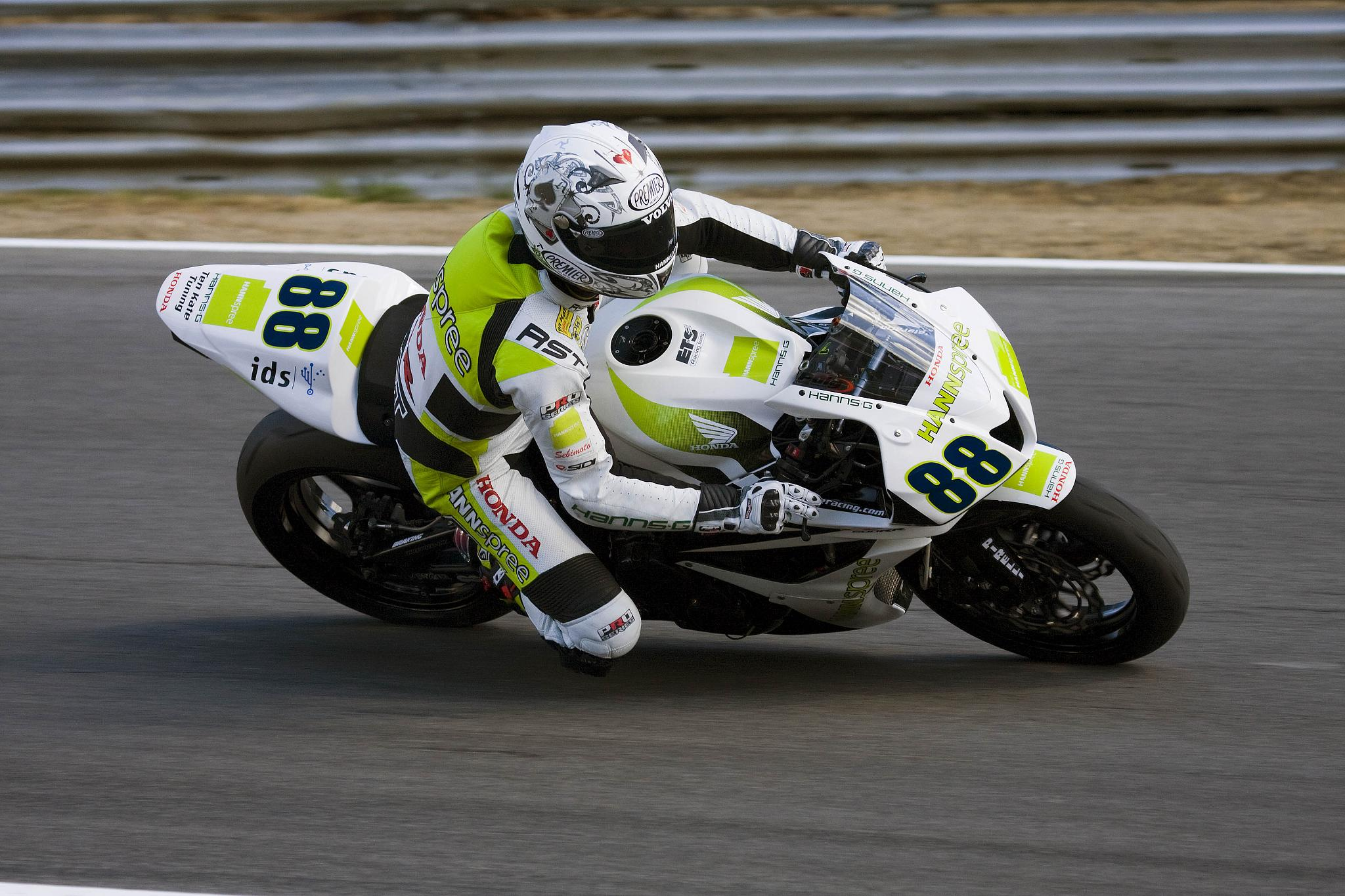
2008年のブランズ・ハッチでプラクティス中のアンドリュー・ピット

アンドリュー・ピット（Andrew Pitt, 1976年2月19日 - ）はオーストラリアニューサウスウェールズ州ケンプシー出身のモーターサイクル・ロードレーサー。

## 略歴
2001年スーパースポーツ世界選手権チャンピオン。
2003年ロードレース世界選手権MotoGPクラスにカワサキワークス・チームより参戦。2004年はモリワキMotoGPマシンのテストライダーを務め、スポット参戦する。
2006年はヤマハモーター・イタリア・WSBチームよりスーパーバイク世界選手権に参戦。
2007年は、新規参戦するイルモアから、MotoGPに復帰するが、イルモアのスポンサー探しが難航し、継続参戦を断念。
2008年は、スーパースポーツ世界選手権に、テンケイト・ホンダより参戦し、世界選手権チャンピオンを獲得。
2009年も引き続きスーパースポーツ世界選手権に、テンケイト・ホンダより参戦。
2010年は、Team Reitwagen BMWよりスーパーバイク世界選手権に参戦。
現在はメカニックに転身し、スーパーバイク世界選手権のヤマハワークスチームにてアンドレア・ロカテッリのクルーチーフを務めていたが、2024年からはテンケイト・ホンダ時代にスーパースポーツ世界選手権で王座を獲得した2008年のチームメイトだったジョナサン・レイの担当となる。

## 戦績
- 幼少からモトクロス、ダートトラックを経験
- 18歳 - ロードレースに転向
- 1998年 - スーパーバイオーストラリア選手権ランキング2位
- 1999年 - スーパースポーツオーストラリア選手権チャンピオン
  - スーパーバイクオーストラリア選手権ランキング2位
- 2000年 - スーパースポーツ世界選手権ランキング10位
- 2001年 - スーパースポーツ世界選手権チャンピオン
- 2002年 - スーパースポーツ世界選手権ランキング5位
  - ロードレース世界選手権MotoGPランキング26位（カワサキ）
- 2003年 - ロードレース世界選手権MotoGPランキング26位（カワサキ）
- 2004年 - ロードレース世界選手権MotoGPランキング27位（モリワキ）
  - スーパースポーツ世界選手権ランキング12位
- 2005年 - スーパーバイク世界選手権ランキング8位
- 2006年 - スーパーバイク世界選手権（ヤマハモーター・イタリア・WSB）
- 2008年 - スーパースポーツ世界選手権チャンピオン